# UNISERVO I
UNISERVO — перший у історії накопичувач на магнітній стрічці, що пропонувався разом з комерційно доступним комп'ютером (UNIVAC I).
Пристрій використовував не полімерну, а металеву магнітну стрічку шириною ½ дюйми (12,7 мм) з нікельованої фосфорної бронзи (матеріал називався англ. Vicalloy). Одна котушка вміщувала 1200 футів стрічки і була дуже важкою. Стрічка і голівки запису-читання мали 8 паралельних доріжок: 6 розрядів для власне даних, один розряд для контролю парності, і один розряд для таймінгу. Щільність запису становила 128 біт на дюйм, максимальна швидкість переміщення стрічки — 100 дюймів на секунду, що забезпечувало швидкість передавання даних на рівні 12800 символів за секунду.
Дані записувались у вигляді блоків фіксованої довжини по 60 слів (12 символів у кожному слові), між блоками були невеликі проміжки, з врахуванням яких реальна швидкість запису або читання інформації становила близько 7200 символів за секунду.
UNISERVO підтримував запис і читання у будь-який бік (з правої котушки на ліву або навпаки). Це надавало суттєві переваги при реалізації алгоритмів сортування і об'єднання. Дані для запису або прочитані дані буферизувалися, ємність буфера у спеціально виділеній пам'яті складала 1 блок — це дозволяло здійснювати операцію на магнітній стрічці паралельно з обчисленнями. Особливості архітектури машини дозволяли за допомогою однієї інструкції перемістити дані з буфера у оперативну пам'ять комп'ютера.
Компанія UNIVAC продовжувала застосовувати назву UNISERVO для пізніших моделей накопичувачів (таких як UNISERVO II / IIIC / VIII-C), що пропонувалися у складі пізніших комп'ютерів і сімейств. Модель UNISERVO II дозволяла зчитувати як металеві стрічки, записані на UNIVAC I, так і полімерні стрічки, що швидко стали промисловим стандартом через їх тотальні переваги над металевими. Пізніше, з розповсюдженням накопичувачів IBM, UNIVAC була змушена також робити свої пристрої сумісними з технологіями IBM.

## Технічні особливості
Рух стрічки у апараті UNISERVO I забезпечувався єдиним синхронним двигуном, з'єднаним з привідним валом.
Для приводу котушок застосовувалася складна система роликів, пасиків і пружин — даний пристрій з'явився ще до того, як було винайдено вакуумні стовпчики для буферизації руху стрічки.
Металева стрічка була дуже абразивною і швидко збирала на собі бруд і металеві ошурки (щоб трохи пом'якшити ефект абразивності, між голівкою запису і стрічкою розміщувалася тонка полімерна плівка). UNISERVO I мав режим швидкого перемотування у будь-який бік, множинні накопичувачі, під'єднані до комп'ютера UNIVAC I могли перемотувати незалежно від інших і від центрального процесора.
Пізніші моделі UNISERVO IIA і IIIA вже не мали плівки між стрічкою і голівкою, і були розраховані винятково на роботу з полімерною стрічкою. У них з'явилися вакуумні стовпчики. У пристрої UNISERVO IIIC використовувалося кодування NRZI, і він вже був сумісним з серією IBM 729. Втім, пізніше, у пристроях з густиною 1600 біт на дюйм, IBM змінила спосіб кодування на фазове (англ. phase encoding) через його кращі характеристики щодо цілісності даних.

## Див.також
- Список комп'ютерів і обладнання UNIVAC
- Історія обчислювальної техніки